# Bartłomiej Pawełczak
Bartłomiej Pawełczak, född den 7 juni 1982 i Więcbork i Polen, är en polsk roddare.
Han tog OS-silver i lättvikts-fyra utan styrman i samband med de olympiska roddtävlingarna 2008 i Peking.